# Baltalimania kosswigi
Baltalimania kosswigi är en plattmaskart som beskrevs av Ax 1959. Baltalimania kosswigi ingår i släktet Baltalimania och familjen Isodiametridae. Inga underarter finns listade i Catalogue of Life.